# Томас Еббесен
Томас Еббесен (англ. Thomas Ebbesen; нар. 30 січня 1954, Осло, Норвегія) — франко-норвезький фізичний хімік, професор Страсбурзького університету, знаний своєю новаторською роботою в галузі нанонауки. Лавреат премії Кавлі 2014 року з нанонауки «за трансформаційний внесок у галузь нанооптики, який зламав давні переконання щодо обмежень роздільної здатності оптичної мікроскопії та зображень» разом зі Стефаном Геллем і Джоном Пендрі.

## Академічна кар'єра
Здобув ступінь бакалавра в Оберлінському коледжі та ступінь доктора філософії в Університеті імені П'єра і Марії Кюрі в Парижі в галузі фотофізичної хімії. Працював у радіаційній лабораторії Нотр-Дама, 1988 року приєднався до лабораторій фундаментальних досліджень NEC у Японії, де його дослідження спочатку зосереджувались на нових вуглецевих матеріалах, як-от фулерени (C60), графен і вуглецеві нанотрубки. Відкривши, масове виробництво вуглецевих нанотрубок, він з колегами зайнялися вимірюванням унікальних характеристик, як-от їхні механічні та зволожувальні властивості. За його новаторський і великий внесок у галузі вуглецевих нанотрубок він отримав премію «Єврофізика» за 2001 рік разом з Суміо Іідзімою, Корнелісом Деккером і Полом Макеюеном.
Працюючи в NEC, Еббесен відкрив нове велике оптичне явище. Він виявив, що, всупереч прийнятій на той час теорії, за певних умов можна надзвичайно ефективно пропускати світло через субхвильові отвори, вирізані в непрозорих металевих плівках. Явище, знане як надзвичайна оптична передача, включає поверхневі плазмони. Він порушив фундаментальні питання та знаходить застосування в різноманітних галузях від хімії до оптоелектроніки.
Еббесен отримав кілька нагород за відкриття надзвичайної оптичної передачі, наприклад, премію France Telecom 2005 року від Французької академії наук і премію з квантової електроніки та оптики 2009 року від Європейського фізичного товариства.
1999 року приєднався до організації ISIS, заснованої Жаном-Марі Леном у Страсбурзькому університеті, яку очолював з 2004 до 2012 рік. У 2017—2018 роках очолював кафедру технологічних інновацій імені Л. Бетанкура в Колеж де Франс. Був директором Міжнародного центру передових досліджень хімії й Інституту передових досліджень Страсбурзького університету.
З 2005 року розвиває новий напрямок досліджень на межі квантової електродинаміки та фізичної хімії. Його команда вперше продемонструвала, такі властивості матеріалу, як-от заміна хімічної реакційної здатності шляхом сильного зв'язку молекул з електромагнітними коливаннями оптичної порожнини. За цю роботу він отримав Гран-прі 2018 року фонду Будинку хімії.
Член IUF, Норвезької академії наук, Французької академії наук і Королівської фламандської академії наук і мистецтв Бельгії.
2019 року нагороджений золотою медаллю Національного центру наукових досліджень, Франція.

## Особисте життя
Одружений з піаністкою Масако Хаясі-Еббесен. Мають двох дочок.

## Визнання
- Приз NEC Research, 1992
- Премія Рандерса, 2001
- Премія «Єврофізика», 2001
- Приз France Telecom, 2005
- Премія Томассоні, 2009
- Премія з квантової електроніки та оптики, 2009
- почесний ступінь доктора наук Університету Південної Данії, 2009
- Clarivate Citation Laureates у галузі фізики 2010 року «за спостереження та пояснення передачі світла через субхвильові дірки, які викликали поле поверхневої плазмонної фотоніки»[14].
- Премія Кавлі з нанонауки 2014
- Спеціальний приз Французького фізичного товариства, 2014
- Почесний доктор Оберлінського коледжу, США 2015
- Кавалер французького ордена Почесного легіону[15]
- Почесний доктор з нагоди Стретіння Левенського катольцького університету, 2018[16]
- П'ятирічна ювілейна нагорода, Європейське товариство дослідження матеріалів, 2018[17]
- Гран-прі від фонду Будинку хімії, 2018[18]
- Золота медаль Національного центру наукових досліджень, 2019